# چوی چیس (مریلند)
چوی چیس (به انگلیسی: Chevy Chase) یک محدوده ثبت‌نشده در شهرستان مونتگومری ایالت مریلند کشور ایالات متحده آمریکا است که جمعیت آن در سرشماری سال ۲۰۱۰ میلادی، ۲٬۸۲۴ نفر بوده‌است.